# Scoparia carvalhoi
Scoparia carvalhoi là một loài bướm đêm trong họ Crambidae.